# Спутник (Томск)
Спутник — посёлок и микрорайон в составе Томска.
Расположен рядом с посёлком Штамово, в ста метрах к югу от реки Большая Киргизка, разделяющей городские округа Томск и ЗАТО Северск. 

## История
Построен в начале 1960-х годов для проживания обслуживающего персонала учебного ядерного реактора ИРТ-Т НИИ ядерной физики Томского политехнического университета. Своё название посёлок получил 4 ноября 1963 года.
14 декабря 1964 года официально вошёл в состав Томска.

## Инфраструктура
- Станция обезжелезивания воды.
- Водонапорная башня.
- Почтовое отделение 634058.
- Детский сад № 104.

## Транспорт
Посёлок  доступен автотранспортом. Остановка общественного транспорта «Спутник». 